# Богель
Богель (нем. Bogel) — община в Германии, в земле Рейнланд-Пфальц. 
Входит в состав района Рейн-Лан. Подчиняется управлению Настеттен.  Население составляет 785 человек (на 31 декабря 2010 года). Занимает площадь 5,34 км².